# Kotaro Fujiwara
Kotaro Fujiwara (藤原 広太朗 Fujiwara Kotaro?), född 17 april 1990 i Tokyo prefektur, är en japansk fotbollsspelare.
Fujiwara började sin karriär 2013 i Tokushima Vortis. Han spelade 189 ligamatcher för klubben. 2019 flyttade han till Tochigi SC.